# صيدناني سيسكيو
صيدناني سيسكيو (الاسم العلمي: Tamias siskiyou) (بالإنجليزية: Siskiyou Chipmunk)‏ هو نوع من الحيوانات يتبع جنس الصيدناني من الفصيلة السنجابية.